# Алтарь Победы (роман)
«Алта́рь Побе́ды. По́весть IV ве́ка» — исторический роман В. Я. Брюсова. Первая публикация в журнале «Русская мысль» (1911, № 9, 11, 12; 1912, № 1—6, 8—10). Автор также планировал написать продолжение своего романа под названием «Юпитер поверженный», но не довёл работы до конца.
Действие происходит в 382—383 годах нашей эры. Главный герой романа — Децим Юний Норбан, племянник сенатора Авла Бебия Тибуртина — отправляется в столицу Римской империи, чтобы продолжить своё образование. С самого начала действия он оказывается втянут в новые знакомства и различные приключения, которые, в итоге, сводятся к противостоянию язычества и христианства. Этот культурно-мировоззренческий конфликт связан, с одной стороны, с историософской концепцией Брюсова, с другой — с желанием описать современность, в которой ощущение «конца века» проецировалось на «античный декаданс» (по выражению М. Гаспарова). Так, противостояние двух религий символически выражается в двух героинях, в орбиту которых попадает герой. Согласно характеристике М. Л. Гаспарова, в разработке сюжета Брюсов широко опирался на опыт своего предыдущего романа «Огненный ангел». Центральный сюжетный узел обоих романов: любовный треугольник. Гесперия как бы представляет стремление к царству земному, а Рэа — к царству небесному; одна открывает герою и читателю мир знати, другая — мир простонародья; ради первой герой участвует в покушении на Грациана, ради второй — в альпийском восстании. С такой же симметрией расположены вокруг образа героя и два второстепенных женских образа: пожилая Валерия и маленькая Намия — дочь сенатора Тибуртина, у которого проживает в Риме Юний.
Параллельно созданию романа Валерий Брюсов работал над переводом позднеримских поэтов и «Энеиды» в соответствии со своей программой буквализации — подчёркивания грани между античной цивилизацией и современностью через воспроизведение мельчайших деталей римской повседневности. Это служило также выражению его личной историософской позиции, предвосхитившей концепцию замкнутых цивилизаций. Критики отмечали отстранённый тон повествования, в котором автор не встаёт на сторону язычников или христиан, признавая плюрализм истин, хотя бы и противоречащих друг другу. Брюсов стремился к тому, чтобы воспроизводимая им реальность не противоречила первоисточникам, и снабдил роман примечаниями, занимающими более ста страниц.

## Сюжет романа
Действие «Алтаря Победы» отнесено к эпохе правления императоров-христиан — Грациана (на Западе) и Феодосия (на Востоке империи). Хотя христианство интенсивно изживает язычество, но в среде патрицианской знати, утрачивающей свои власть и привилегии, ещё жива память о доблести и вере предков. Название романа отсылает к инциденту 384 года, когда император Грациан вопреки воле римского Сената повелел вынести из здания Курии алтарь и статую богини Виктории, установленные там божественным Августом. Помимо вымышленных персонажей в романе действуют епископ Амвросий Медиоланский и ритор Симмах.
Действие разворачивается в течение одного года, четыре книги, на которые разделён роман, соответствуют порядку «осень — зима — весна — лето». Главный герой Децим Юний Норбан — молодой, внешне привлекательный богатый провинциал из Аквитании, направленный в Рим на обучение. Поселившись у дяди-сенатора, он оказывается в центре заговора, целью которого является устранение императора-святотатца и восстановления исконно римских порядков. Юний оказывается в салоне светской красавицы Гесперии и общается с нищей христианкой-фанатичкой Реей, чья вера не мешает плотским страстям. Юния равно тянет к обеим женщинам, которые также активно вовлечены в заговор и каждая преследует свои цели. Юний был избран для убийства Грациана в его миланской резиденции. Заговор оказывается безуспешным, сектанты разгромлены, Реа убита. Юний схвачен и заточён в темницу, откуда его вызволяет Симмах. Действие прерывается «на самом интересном месте» (Юний пытается заколоть Гесперию), предполагая продолжение.

## История создания и публикации

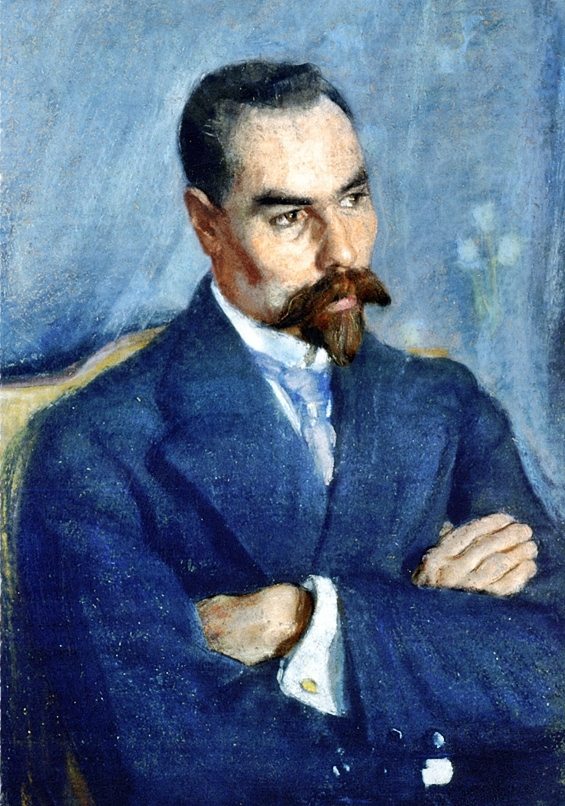
Валерий Брюсов на портрете работы Сергея Малютина (1913)

В заметке из цикла «Miscellanea» В. Я. Брюсов отмечал, что в 1910-е годы почти исключительно занимался «древним Римом и римской литературой, специально изучал Вергилия и его время и всю эпоху IV века — от Константина Великого до Феодосия Великого». Он писал: «Во всех этих областях я, в настоящем смысле слова, специалист; по каждой из них прочёл целую библиотеку». Главным консультантом писателя был профессор-классик А. И. Малеин, который свидетельствовал, что античной тематикой Брюсов занимался с большим усердием, и ему были доступны практически все латинские источники той эпохи, в которых он желал «уловить живое веяние того времени». Это не всегда приносило нужный результат: в письме от 30 июля 1911 года Валерий Яковлевич сетовал, что римские писатели «так заботились о красоте слога и так, сравнительно, мало говорили об окружающей жизни: урок современным писателям и, прежде всего, мне самому». По свидетельству того же А. Малеина, изначально Брюсов планировал большую книгу о римских писателях той эпохи, рабочим названием которой было «Aurea Roma», но, как часто у него бывало, замысел остался нереализованным. Главной задачей планируемой книги была апологетика Рима, для которого IV век явился «высшим расцветом имперской идеи», то есть власти и организации.
В брюсовском архиве остались черновики I книги «Алтаря Победы», причём начальные главы представлены в нескольких вариантах. Сохранились также: черновик III книги, глав 5, 6, 9; беловик примечаний к III книге; неполный беловик IV книги, глав 5—8, 11—15; а также корректура с авторской правкой книги II, гл. 10—12, и машинопись книги IV, гл. 11—15. Существовало два плана будущего романа, из которых следует, что дело об алтаре Победы рассматривалось как проходной эпизод. Линия любви героя к двум женщинам и участия в заговоре существовала с самого начала.
«Повесть IV века» публиковалась в «Русской мысли» и вошла в состав Полного собрания сочинений и переводов Брюсова издательства «Сирин» (тома XII—XIII). Для этого издания писатель зарезервировал два тома, внёс в журнальный текст несколько изменений и написал обширный комментарий. Прежде всего, он упорядочил русскую транскрипцию латинских имён и названий, и увеличил число латинизмов (в том числе «писцина» вместо «бассейна»; «ларарий» вместо часовни, и так далее). Собственно, стилистическая правка была минимальной: убирались лишние слова или предложения, иногда были смысловые замены (вместо «покровительственным тоном» — «покровительственным голосом», вместо «греческих шарлатанов» — «греческих обманщиков», вместо «выглядела моложе» — «казалась моложе» и т. п.).
В дальнейшем предполагалось напечатать роман в собраниях сочинений издательства «Парус» (1917 год) и в издательстве Гржебина (1918), но оба переиздания в связи с революционной разрухой так и не состоялись. Для переиздания Брюсов сильно сократил примечания за счёт повторов и латинских цитат в оригинале, а также переписал предисловие к роману. В 1975 году роман был переиздан вместе с комментариями автора к «Алтарю Победы» в составе собрания сочинений В. Я. Брюсова, вышедшем в издательстве «Художественная литература». Издание осуществлялось по книжному тексту 1913 года (с учётом окончательной рукописи) и сопровождалось литературоведческой статьёй М. Л. Гаспарова.
Вероятно, ещё в период журнальной публикации «Алтаря Победы» (примерно в начале 1912 года) Брюсов начал работать над продолжением романа — повестью «Юпитер поверженный», которая так и не была окончена. Рукопись существовала как минимум в двух вариантах (а начало текста даже в четырёх), каждый из которых включал машинопись и автографы. Повесть увидела свет в сборнике неизданной брюсовской прозы, напечатанного его вдовой в 1934 году, но текст оказался составлен из перемешанных между собой первого и второго вариантов, поскольку публикатор заботился о совпадении действующих лиц и сюжетных линий. В собрании сочинений 1975 года был опубликован второй авторский вариант как самый полный из дошедших автографов — 141 страница с брюсовской нумерацией (две книги полностью окончены, третья обрывается на предпоследней главе, четвёртая существовала только в виде проспектов и планов). Текст должен был состоять из четырёх книг, как и в «Алтаре…» В сюжетном отношении это самостоятельное произведение, в котором общими являются лишь немногие герои и от читателя не требуется быть знакомым с сюжетом «Алтаря Победы». Действие происходило спустя десять лет.

### «Алтарь Победы» и упадок империй

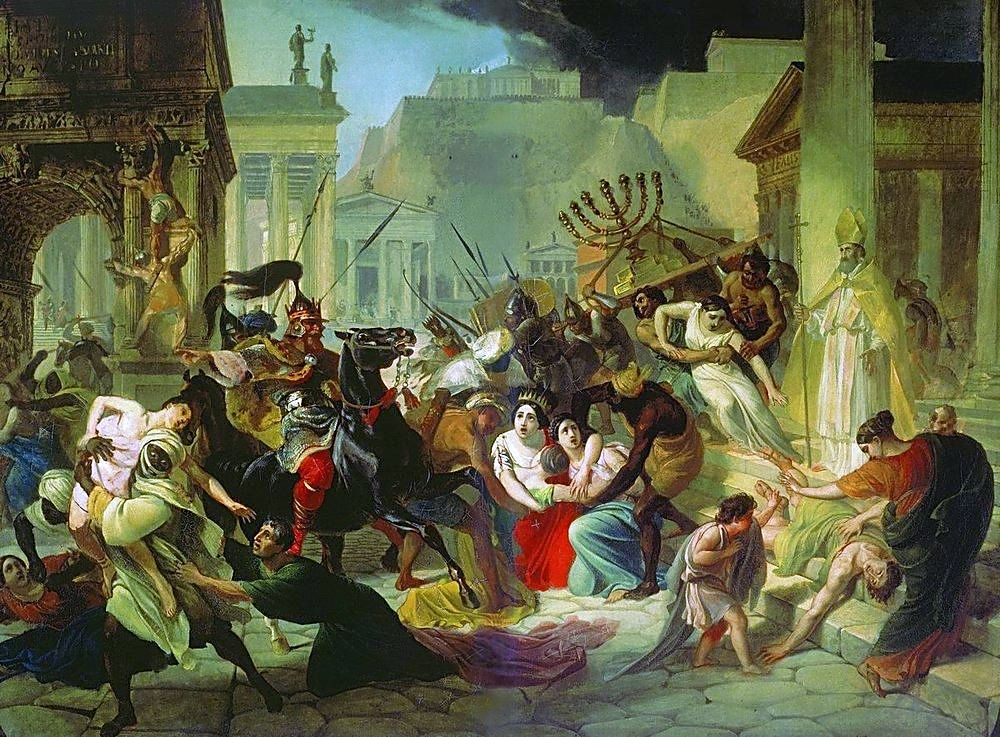
Карл Брюллов. Нашествие Гейзериха на Рим. 1833—1836. Холст, масло. 88 × 117,9 см. Государственная Третьяковская галерея

### Экзотизмы и римская культура

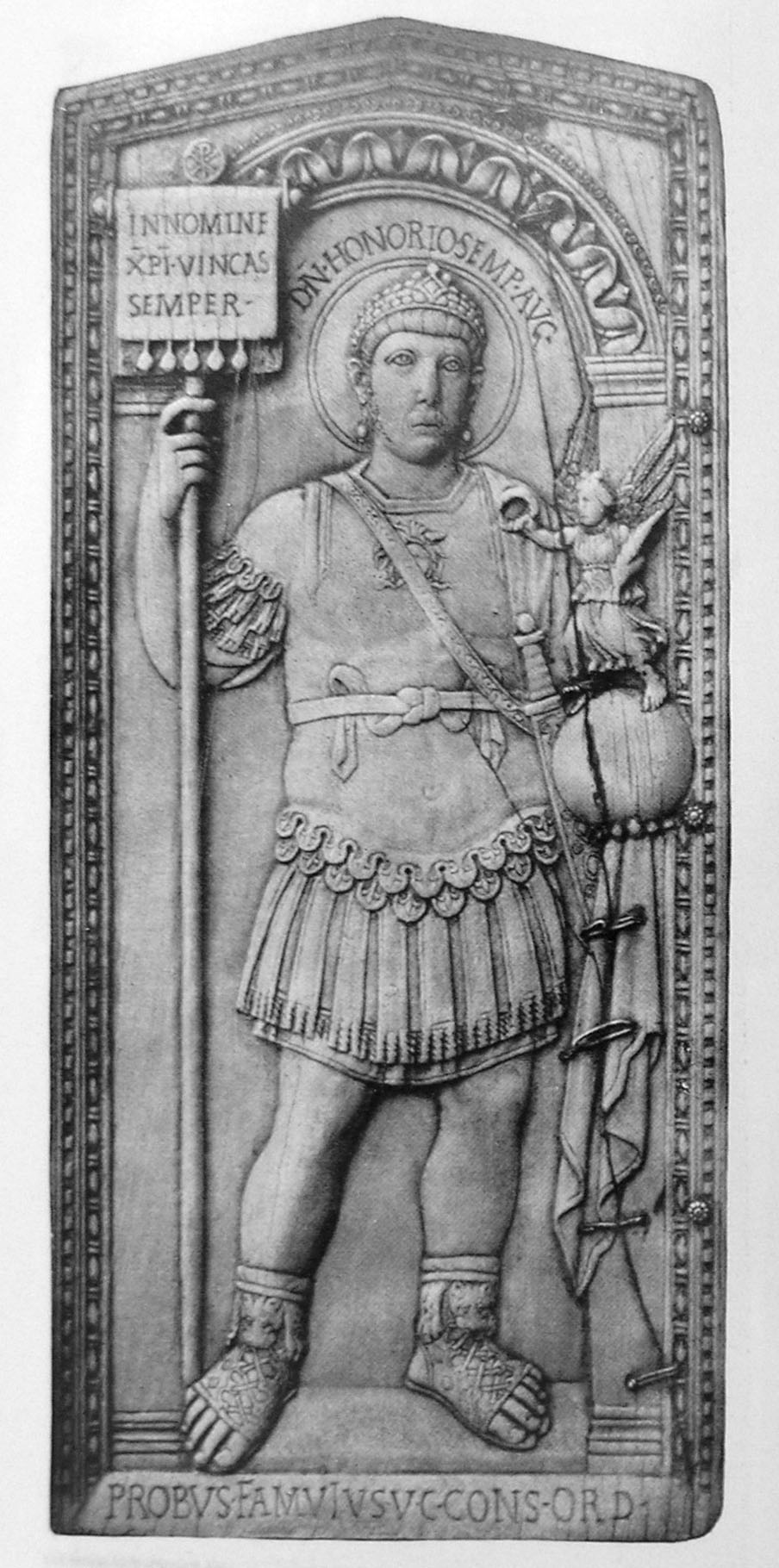
Император Гонорий держит лабарум с латинской надписью: «INNOMINE·ΧΡΙ·VINCAS SEMPER», «Именем Христа [передано греческими буквами XPI] всегда победишь»

## Историко-культурный контекст

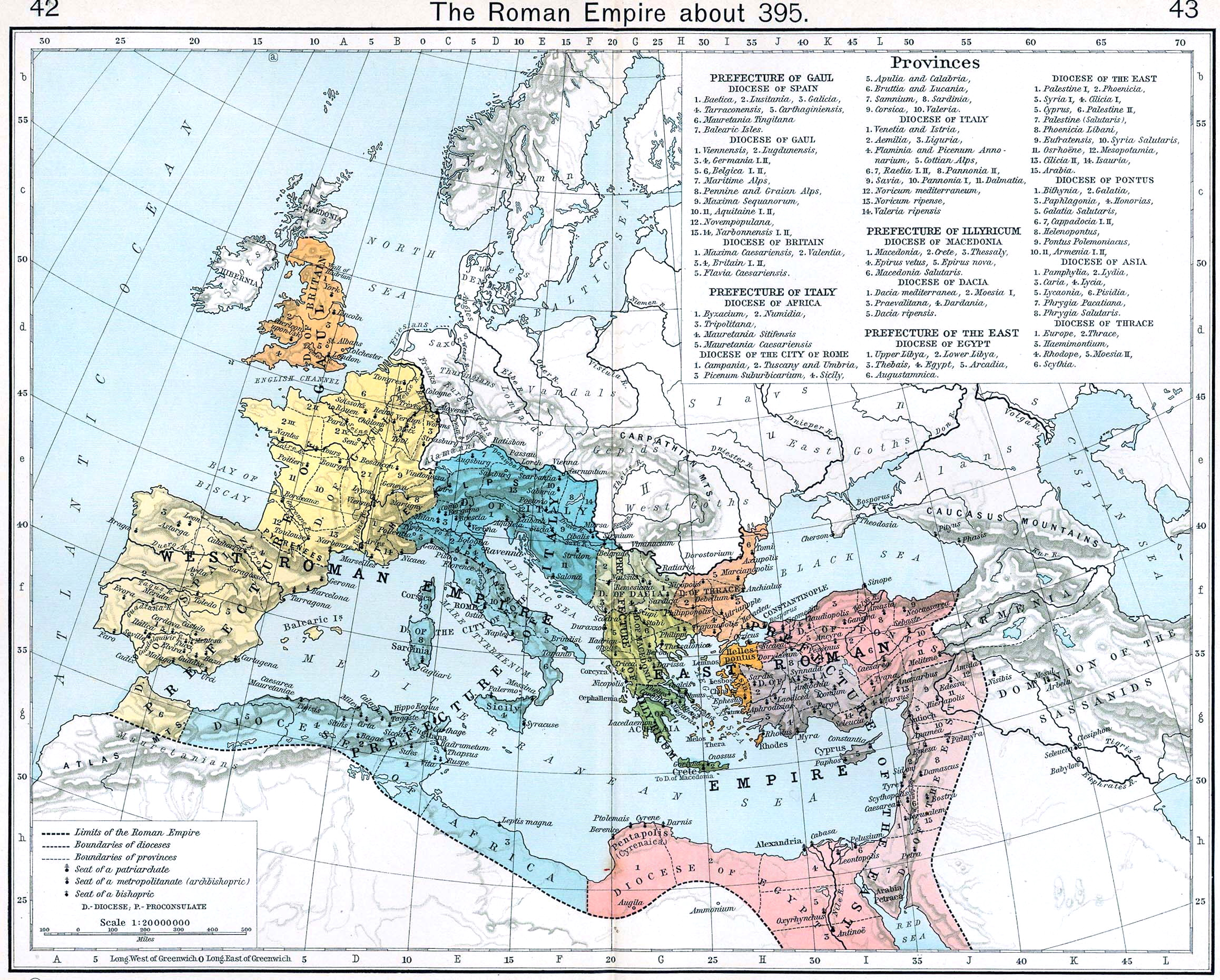
Римская империя в 395 году. Карта из: Shepherd, William R.: Historical Atlas. New York: Henry Holt and Company, 1923